# N861 (België)
De N861 is een gewestweg in de Belgische provincie Luxemburg. De route verbindt Houdemont (N897) met Thibessart , deelgemeente van Léglise. De route heeft een lengte van ongeveer 8 kilometer en loopt voor een groot deel direct parallel aan de snelweg A4 E25/E411.
De route had oorspronkelijk het wegnummer P8.

## Plaatsen langs de N861
- Houdemont
- Thibessart